# Vlag van As
De vlag van As werd door de gemeenteraad op 1 juni 1987 officieel vastgesteld als de gemeentelijke vlag van de Belgisch Limburgse gemeente As. Op 13 oktober 1987 werd hij door het Bestuur van Vlaanderen bevestigd en uiteindelijk gepubliceerd op 16 september 1988 in het officiële Belgisch Staatsblad.
Officieel wordt de vlag beschreven als:
Drie even hoge banen van groen, van wit en van groen.
De kleuren van de vlag zijn afkomstig op het gemeentewapen. Dit gemeentevlag is identiek aan de vlag van Rotterdam.

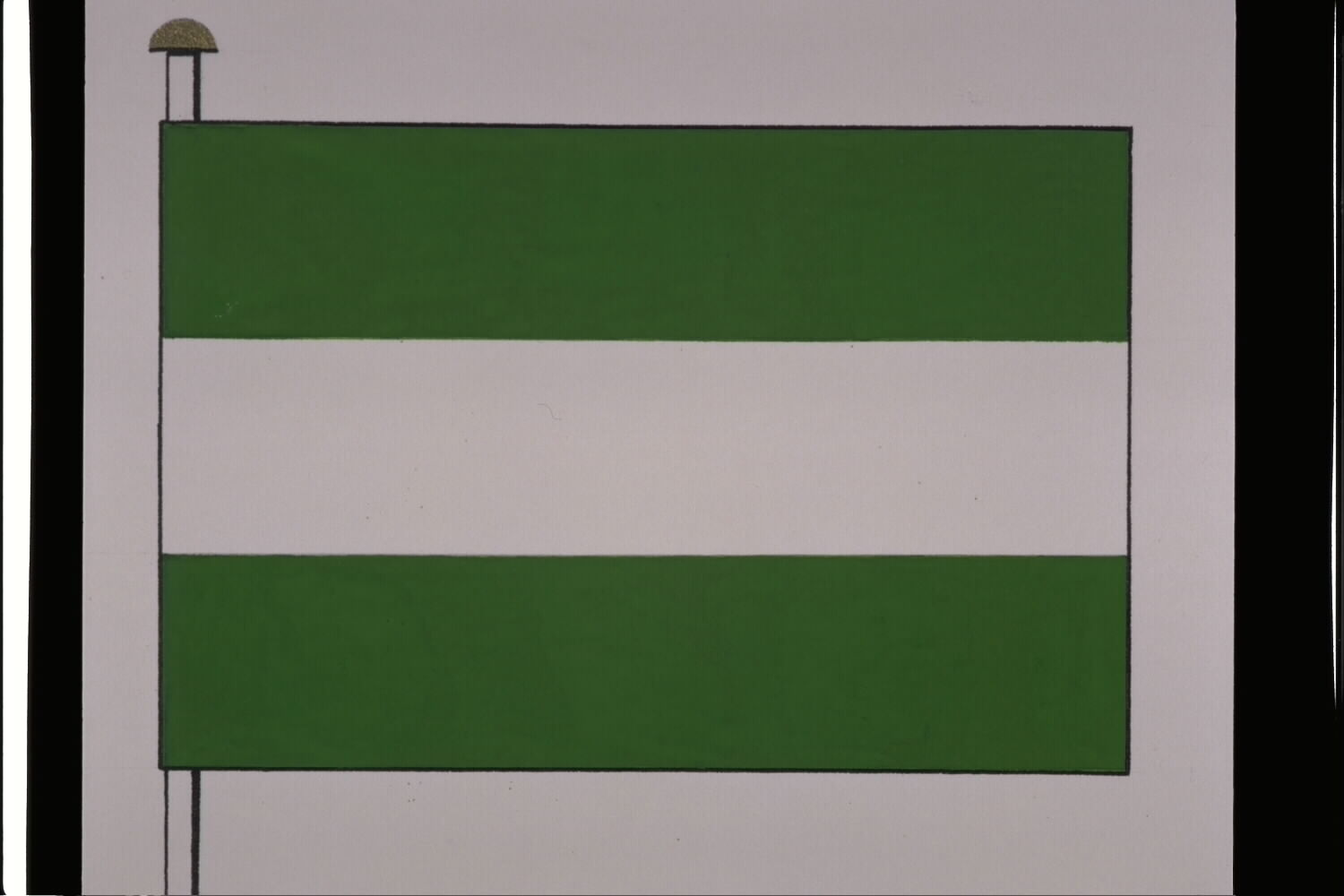
Officiële tekening van de vlag
Vlag van Rotterdam